# Liga Sulamericana Feminina de Clubes de Basquetebol de 2021
A Liga Sulamericana Feminina de Clubes de Basquetebol 2021 será a quarta edição deste torneio com esta denominação, utilizada desde 2002, e é a 19° edição de uma competição continental para clubes de basquete feminino.
Devido às medidas para conter a pandemia de covid-19, a Consubasquet tomou a decisão de mudar uma das sedes da competição, especificamente a Sede de Santiago do Estero, que fora transferida primeiro para Vinha do Mar e posteriormente para Santiago do Chile.
As equipes Defensor Sporting do Uruguai, Leoas do Chile e Amazonas da Venezuela desistiram de participar do torneio e foram substituídas  respectivamente por Victoria Cogarol do Equador, Lobas do Chile e Pastoras de Lara, da Venezuela.
| País              | Equipe                                    | Forma de classificação                                                                                             |
| ----------------- | ----------------------------------------- | --- |
| Argentina 2 vagas | Deportivo Berazategui Quimsa              | Campeã do primeiro torneio da temporada 2019 de la Liga Femenina Vice-campeã da temporada 2019 de la Liga Femenina |
| Bolivia 1 vaga    | Club Atlético Ramallo Lafuente (Carl A-Z) | Campeã da Liga Boliviana de Básquetbol Femenino 2019                                                               |
| Brasil 1 vaga     | Sodiê Doces/Mesquita/LSB-RJ               | Representante da Liga de Basquete Feminino (LBF) do Brasil                                                         |
| Chile 2 vaga      | Club Gimnástico Club Deportivo Lobas      | Vice-Campeã Liga Nacional Femenina de Básquetbol de Chile 2019 Convidada local                                     |
| Colombia 1 vaga   | Leonas Inder                              | Campeã da Liga Superior de Baloncesto Femenino 2020                                                                |
| Ecuador 1 vaga    | Audaz Octubrino Victoria Cogarol          | Campeão da Liga Nacional Baloncesto Femenino 2021 Vice-Campeã da Liga Nacional Baloncesto Femenino 2021            |
| Paraguay 1 vaga   | Leonas Guaraníes                          | |
| Uruguay 1 vaga    | Malvín                                    | Campeã da Liga Femenina de Básquetbol 2019                                                                         |
| Venezuela 1 vaga  | Pastoras de Lara                          | |

O torneio está dividido em duas etapas; a primeira fase e o quadrangular final.

### Primeira fase
Os doze participantes dividem-se em três grupos, cada um disputado em uma única cidade sede, onde serão disputadas partidas todos contra todos em turnos únicos. A cada partida, a equipe vencedora ganhar 2 pontos e a derrotada 1 ponto. Os vencedores de cada grupo avançam ao quadrangular final, junto do melhor segundo colocado dentre os três grupos

### Quadrangular final
Também chamada pelo temo em inglês  final four  , neta fase as 4 equipes classificadas jogam todas contra em turno único. Após as três rodadas, a equipe que tiver mais pontos será declarada campeã sulamericana de 2021. Todas as partidas acontecerão na mesma sede, ainda a ser divulgada.